# Куско

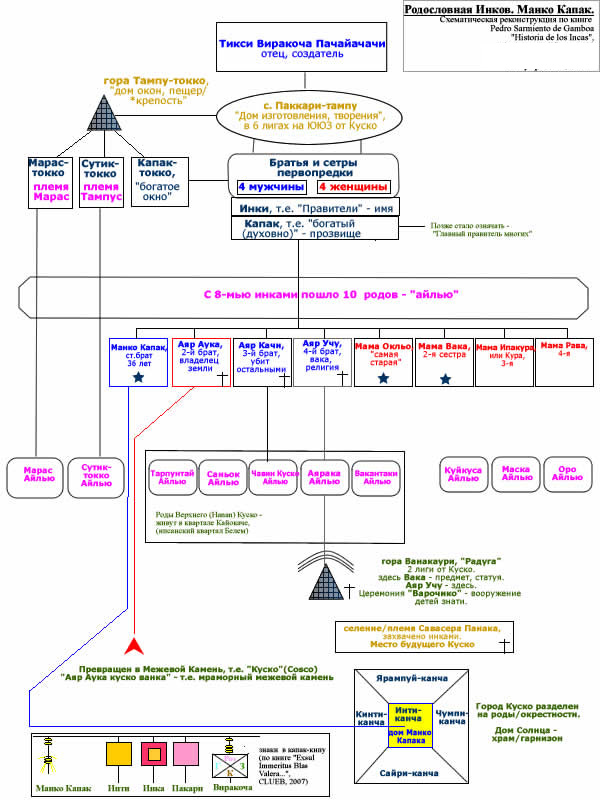
Сармьенто де Гамбоа. Генеалогия инков: Манко Капак (схематическая реконструкция А. Скромницкого)

Ку́ско (исп. Cuzco, Cusco, кечуа Qusqu, Qosqo) — город на юго-востоке Перу, рядом со Священной долиной инков, административный центр региона Куско и одноимённой провинции. С населением 428 450 человек (2017) является седьмым по численности населения городом Перу. Высота над уровнем моря составляет около 3 400 м.
Город был столицей империи инков до испанского завоевания XVI века. В 1983 году Куско был внесён в список Всемирного наследия ЮНЕСКО. Он стал крупным туристическим центром, принимая более 2 миллионов туристов в год и обеспечивая доступ к многочисленным руинам инков, в частности, Мачу-Пикчу, одному из семи современных чудес света. Согласно Конституции Перу (1993), Куско является исторической столицей страны.

## История

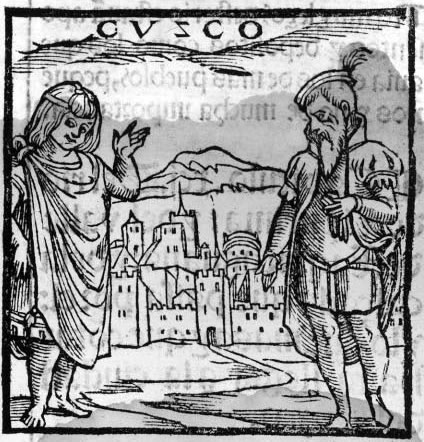
Первое европейское изображение Куско. Педро Сьеса де Леон. Хроника Перу, 1553

### Основание города
Куско — город древнейшей истории. Археологические раскопки обнаружили, что люди селились в этих местах уже более 3 тысяч лет. Согласно испанскому хронисту Сармьенто де Гамбоа, существует индейская легенда, по которой основателем города является первый Инка — Манко Капак. Он со своей семьёй, уйдя от озера Титикака, искал место, где бы золотой посох Манко Капака «вошёл в землю». Таким местом оказалось поселение племени Савасера Панака, которое пришлось уничтожить, после чего ничто не мешало созданию столицы империи инков — Куско.
Название города в переводе с языка кечуа — официального языка Империи инков, означает Пуп Земли, то есть, по сути — Центр Мира, что вполне соответствовало столичной роли. Это понятие было очень распространённым и являлось центральным даже для предмета священного поклонения — чаканы.
15 ноября 1533 года сюда прибыла экспедиция испанского конкистадора Франсиско Писарро и, согласно исторической традиции, испанцы «заново основали» уже свой город.

### Куско при инках
После Манко Капака город был значительно расширен Пачакути. Ему удалось превратить Королевство Куско из спящего города-государства в огромную империю. Однако археологические данные говорят о более медленном и органичном росте города до инков — так, считается, что самое первое поселение здесь основали люди племени Вари. Пачакути же построил несколько дворцов и крепостей, обновил Храм Солнца, известный сейчас как Кориканча.
Город состоял из двух секторов — Верхнего Куско и Нижнего Куско, позже они были разделены стенами на четыре района: Чинчайсуйю (СЗ), Антисуйю (СВ), Кунтисуйю (ЮЗ) и Кольясуйю (ЮВ). Из каждого района вела дорога в соответствующую часть империи.
Верхнее Куско в начале XX века составляли приходы Сан-Кристобаль и Сан-Блас; Нижнее Куско — все кварталы на правом берегу реки Ватанай. Эти два квартала разделяла дорога Антисуйю. Самый важный район назывался Колькампата, также были районы Кантокпата («Гвоздичные грядки»), Пумакурку, Тококачи, располагавшемся на правом берегу потока Ккольккечака («Золотой мост»), Мунайсенка, Римакпампа («Говорящая площадь», где оглашались приказы), Пумакчупан («Хвост пумы»), Койянкачи (селение в 500 метрах), Чокильчака, Пикчу, Кильипата, Карменкка (из него выходила дорога на Чинчайсуйю), Уакапунку («Врата Храма»).
Руководящее лицо каждой области империи должно было построить себе дом в соответствующем районе Куско и жить часть года в столице.
После Пачакути, когда Инка умирал, его титул переходил к одному из сыновей, а собственность — к другим родственникам. Поэтому каждый носитель титула Инки должен был построить новый дом и, соответственно, приобрести для империи новые земли.
Андские индейцы до сих пор покидают свои дома и строят новые после свадьбы, даже если в старом доме никого не остаётся.
Невдалеке от Куско находится Морай — ещё один памятник инкской цивилизации с крупным «амфитеатром», который в действительности представлял собой сельскохозяйственные террасы древнего происхождения.
В центре города находились жилища Инков, окружённые их Айлью — домами вассалов, принадлежащими к данному дворцу Инки:
- Первыми дворцами, возможно, были Колькампата — дворцы Манко Капака и Синчи Рока, в начале XX века их места занимала резиденция итальянского купца Чезаре Ломеллини. Тогда ещё были целы 60-метровый фасад и часть гранитной стены с дверным проёмом и со сторожевыми башенками по сторонам (две слева и пять справа от двери) в отличном состоянии. Дворцы эти выходили на площадь Сан-Кристобаль.
- Дворец Виракочи занял кафедральный собор и Триумфальная часовня.
- Дворец Вайна Капака — «Амаруканча» (Дом змея) — заняли Университет и Общество Иезуитов.
- Во дворце Васкара расположилась крытая галерея де Каррисо (de Carrizo).
- Дворец Пачакутека — находился на улице Calle del Triunfo, 38. Особняк в 1905 году принадлежал дону Томасу Гонсалесу Мартинесу. Во внешней стене находился уникальный двенадцатигранный камень.
- На той же улице, дом № 116, принадлежавший госпоже Хуане Аранибар, находился ранее дворец Инка Юпанки.
- Портал де Панес занял место дворца Инки Рока.
- Монастырь и храм Святого Доминго расположился на месте инкского Храма Солнца, Кориканча.
- На нижних участках монастыря Святого Доминго располагалась известная мастерская по производству нитей и тканей Ауакпинта.
- Монастырь Святой Каталины занял место дома Девственниц Солнца.
- Площади Армас, Регосихо и Сан-Франсиско ранее образовывали единую площадь, где отмечались главные общественные праздники, посвящённые Солнцу.
- На площади Армас испанцами был четвертован Тупак Амару II.

### Куско колониального периода
Первые испанцы появились в городе 15 ноября 1533 года. Испанский конкистадор Франсиско Писарро, по официальной традиции, заново основал Куско в 1534 году. Многие здания, построенные после испанского завоевания Перу, выполнены в испанских традициях с примесью инкской архитектуры; в основном в округах Санта-Клара и Сан-Блас. Испанцы переняли структуру старого инкского города, построив на месте инкских храмов — церкви, на месте дворцов — жильё для завоевателей. В течение колониального периода Куско был преуспевающим городом благодаря сельскому хозяйству, горному делу и торговле с Испанией. Были построены многие церкви и монастыри, а также кафедральный собор, университет и архиепископство. Часто испанские сооружения располагались по соседству и даже были построены прямо на массивных каменных стенах, выстроенных инками.
Здание префектуры, в котором жил Франсиско Писарро, им же было подарено впоследствии местному муниципалитету. В особняке де-Аринас жил Гонсало Писарро. Считается, что в доме № 55 на площади Сан-Франсиско жил монах Вальверде и его брат. На опоре лестницы были прикреплены четыре герба, на одном из них был такой девиз: «Добродетель облагодетельствует меня тем, чего не даст сила». На улице Кока, № 46, в доме сеньора Антонио Муньис Кастро ранее жил известный историк Инка Гарсиласо де ла Вега.
В 1590 году в провинции Куско проживало 74977 индейцев, плативших ежегодную подать в размере 380835 песо.

### Куско в наши дни
В 1950 году произошло землетрясение, которое сильно повредило доминиканский монастырь и церковь Святого Доминика, которая была построена на основе Кориканчи (Храма Солнца). Инкская же архитектура, напротив, успешно пережила землетрясение. Сначала считалось, что многие старые инкские стены утеряны, однако оказалось, что гранитные стены Кориканчи сохранились, так же как и многие стены по всему городу. Некоторые[кто?] хотели восстановить сооружения колониального периода, однако часть жителей Куско потребовала оставить оказавшиеся на виду стены. Таким образом, туристам со всего мира предоставилась возможность видеть древние сооружения в сердце большого города. Землетрясение 1950 года было вторым, уничтожившим доминиканский монастырь, первое произошло в 1650 году.
Следует отметить, что в наши дни Куско получил две достопримечательности выделяющие его из ряда других южно-американских городов. Одна из них — геоглифы на склонах окружающих гор, которые возникли силами перуанской армии в середине XX века. Вторая — статуя Христа — дар городу второй половины XX века. Она немного меньше своей знаменитой предшественницы из Рио-де-Жанейро в Бразилии, но и Куско тоже невелик.

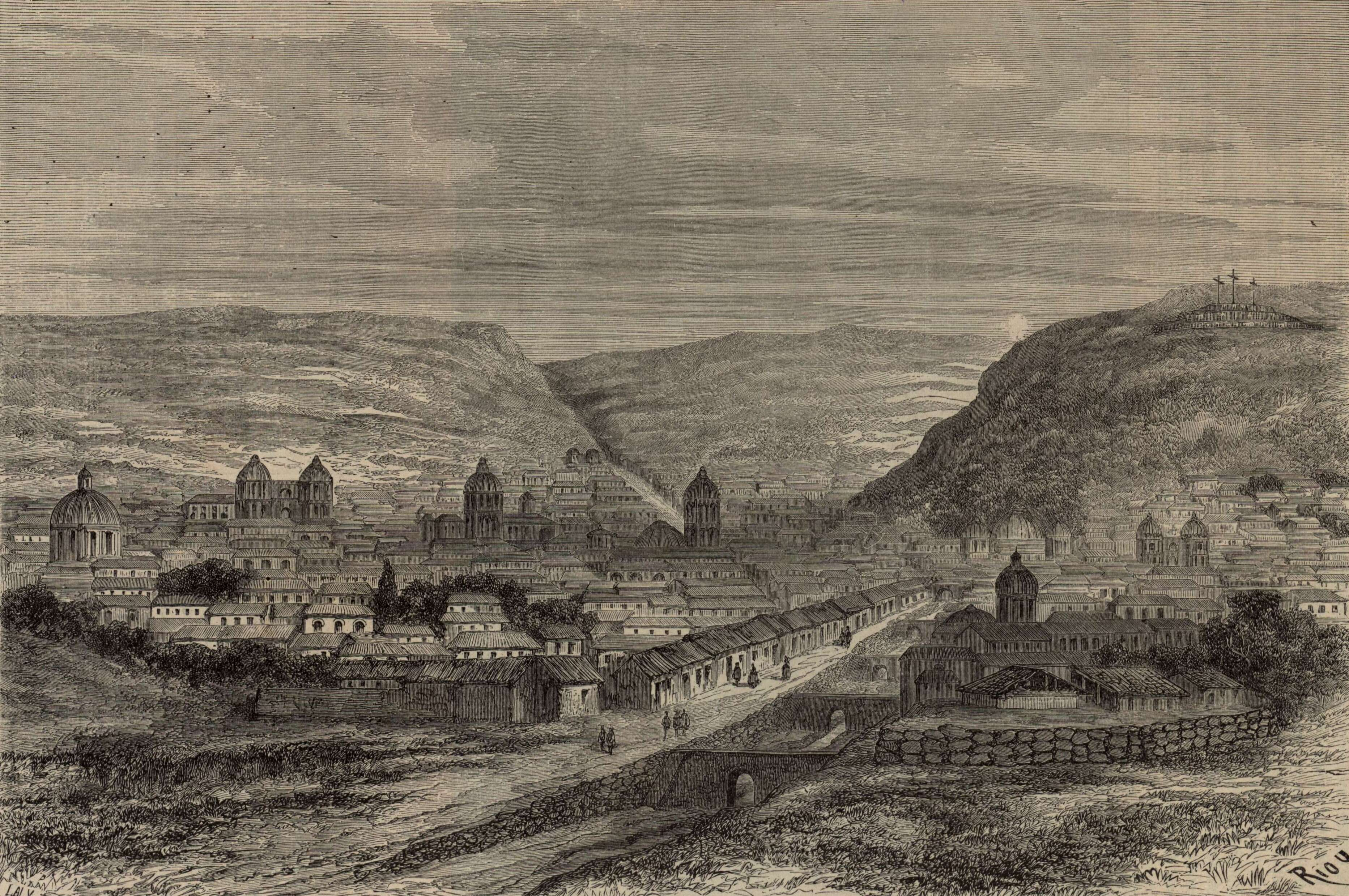
Старый Куско
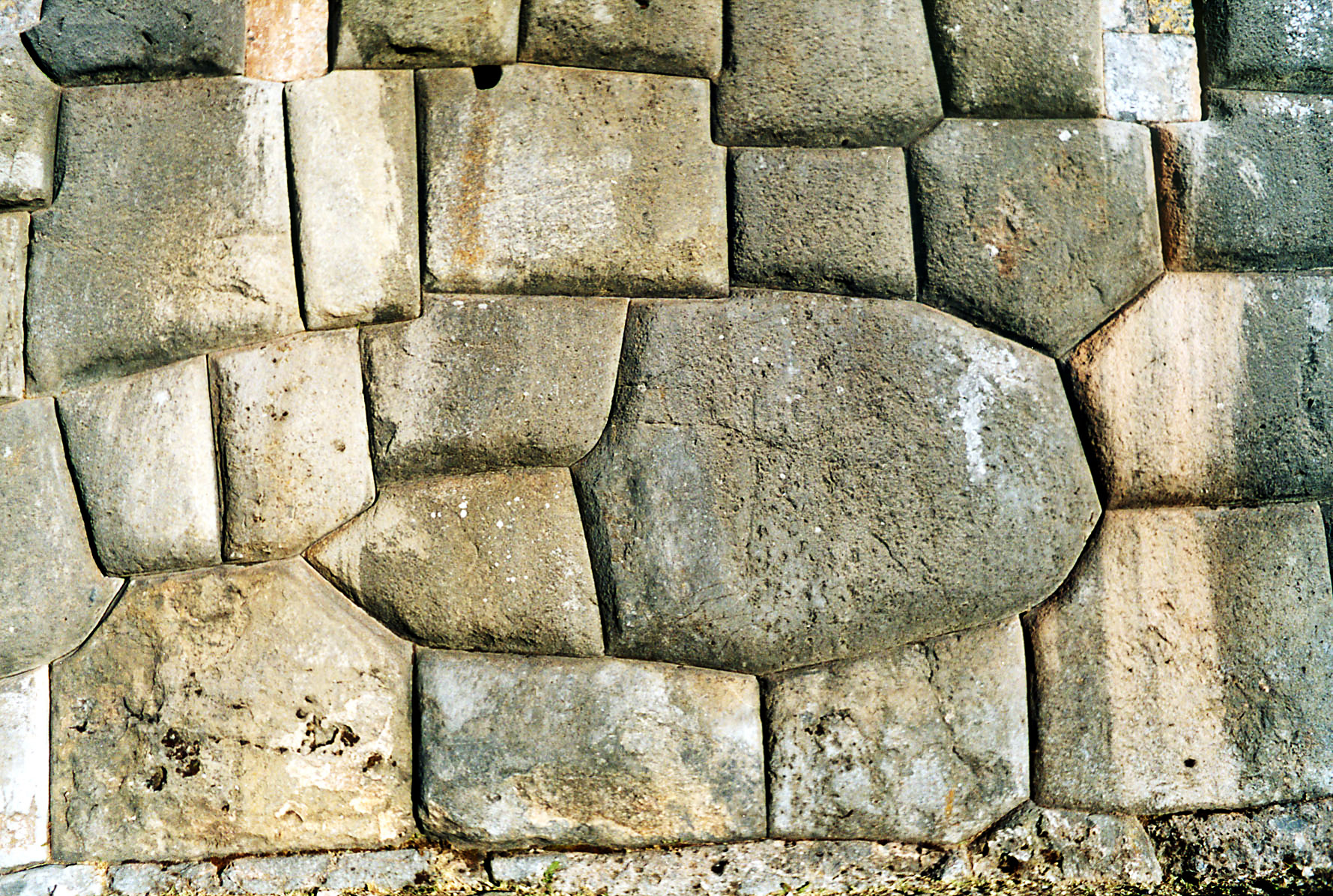
Кладка в Саксайуамане
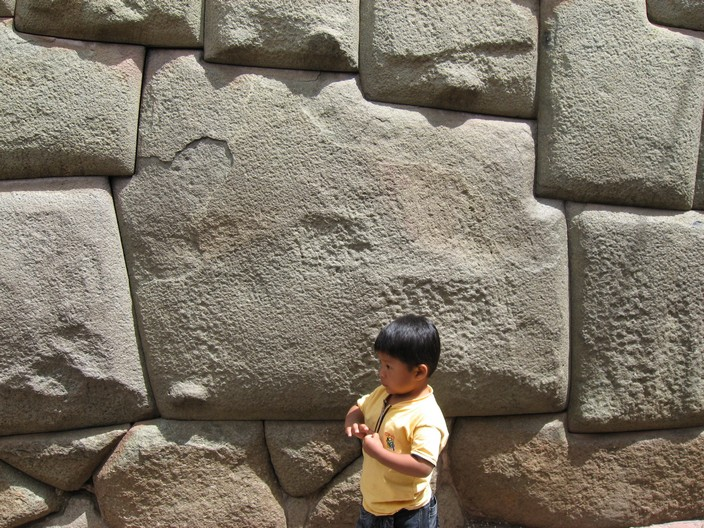
Камень с 12 углами точно вмурован в стену
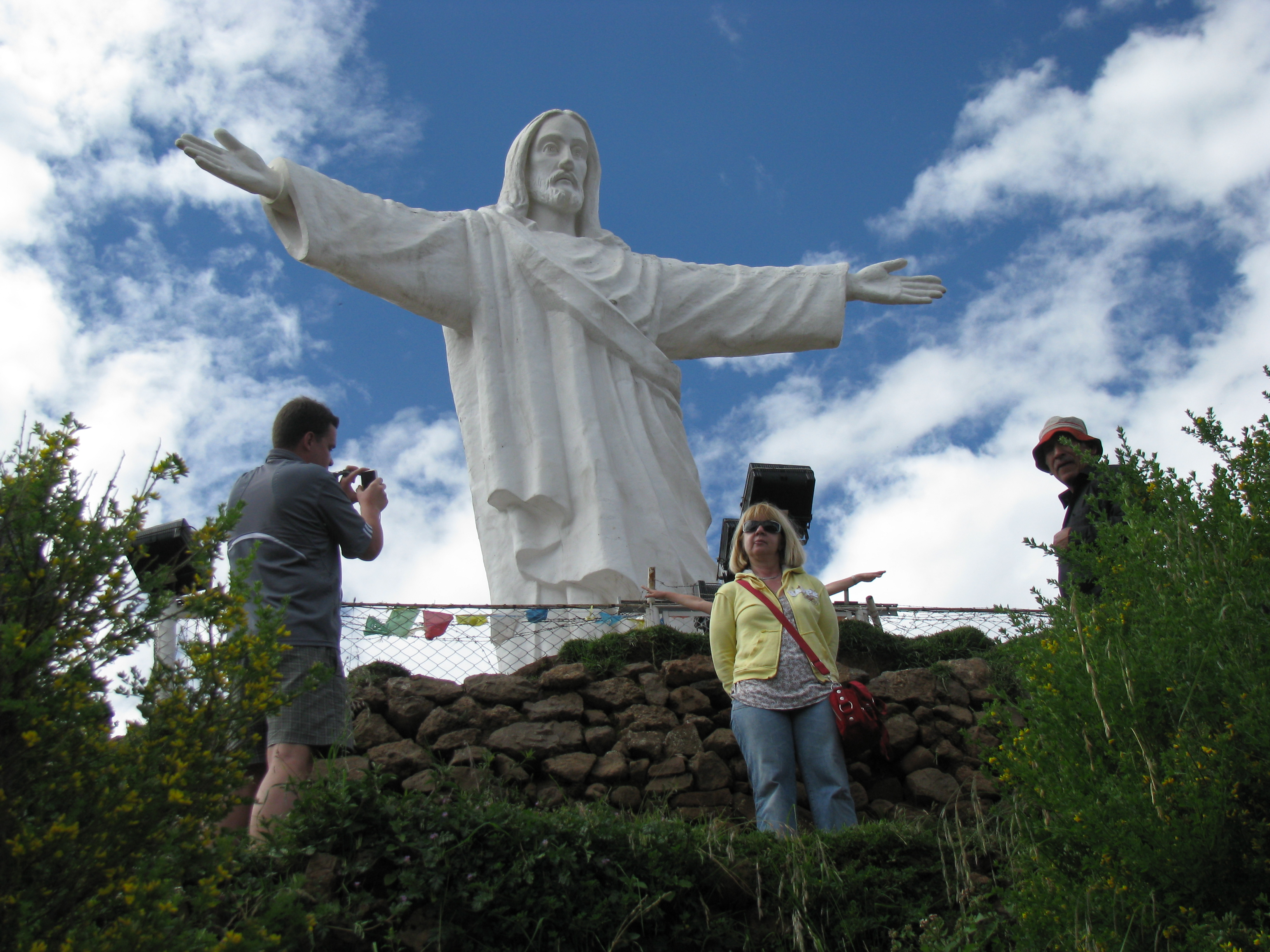
Статуя Христа в Куско
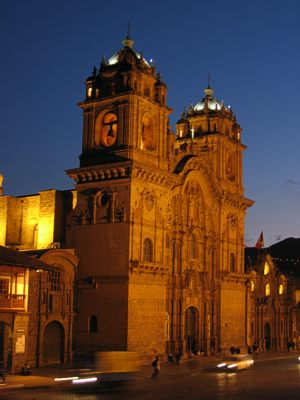
Церковь Компаниа
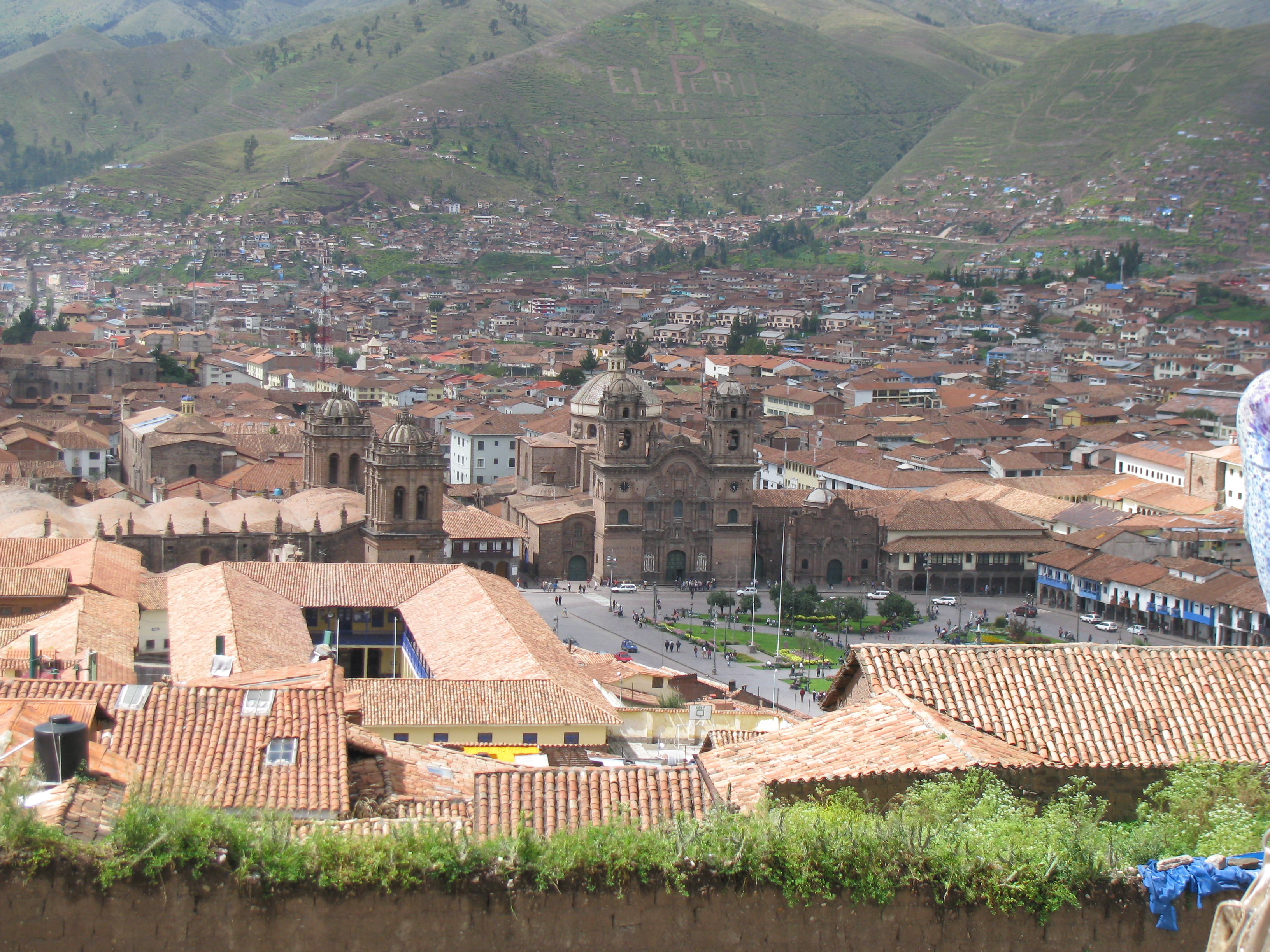
Вид Куско на фоне геоглифов по склонам гор

#### Музеи
- Музей доколумбова искусства

В Куско также много других музеев, включая музей Мачу-Пикчу (Museo Casa Concha) и музей Инка (Museo Inka).

## География
Город расположен в районе долины Урубамба в Андах на высоте 3400 метров над уровнем моря.
В плане древняя часть города напоминает тело пумы. Так, есть названия районов — Пумакчуку — «хвост пумы», Гуакайпата — «тело пумы». Голова пумы расположена на территории Саксауамана — городской крепости, стены которой выполнены в виде зубов.
| Показатель                 | Янв. | Фев. | Март | Апр. | Май  | Июнь | Июль | Авг. | Сен. | Окт. | Нояб. | Дек. | Год  |
| -------------------------- | ---- | ---- | ---- | ---- | ---- | ---- | ---- | ---- | ---- | ---- | ----- | ---- | ---- |
| Средний максимум, °C       | 19,4 | 19,1 | 19,4 | 20,1 | 20,4 | 20,4 | 19,9 | 21,0 | 21,2 | 21,4 | 21,6  | 20,1 | 20,3 |
| Средняя температура, °C    | 13,8 | 13,8 | 13,7 | 13,2 | 11,9 | 11,1 | 10,6 | 11,9 | 13,1 | 14,3 | 14,6  | 14,1 | 13,0 |
| Средний минимум, °C        | 8,3  | 8,4  | 7,9  | 6,2  | 3,3  | 1,8  | 1,4  | 2,6  | 5,0  | 7,1  | 7,7   | 8,1  | 5,7  |
| Норма осадков, мм          | 131  | 97   | 76   | 31   | 1    | 2    | 21   | 64   | 78   | 83   | 89    | 247  | 920  |
| Источник: weatheronline.uk |      |      |      |      |      |      |      |      |      |      |       |      |      |

## Спорт
Футбольный клуб из Куско — «Сьенсиано» — несмотря на то, что ни разу не был чемпионом Перу, сенсационно вошёл в историю, как победитель Южноамериканского кубка 2003 года. В финале этого второго по престижности клубного турнира Южной Америки (аналог европейского Кубка УЕФА) «Сьенсиано» обыграл одну из сильнейших команд Аргентины — «Ривер Плейт».

## Города-побратимы
- Ла Пас, Боливия
- Афины, Греция
- Багио, Филиппины
- Гавана, Куба
- Джерси-Сити, США
- Иерусалим, Израиль
- Киото, Япония
- Копан, Гондурас
- Краков, Польша
- Куэнка, Эквадор
- Кэсон, Северная Корея
- Лима, Перу
- Мадисон (Висконсин), США
- Мехико, Мексика
- Москва, Россия
- Потоси, Боливия
- Рио-де-Жанейро, Бразилия
- Самарканд, Узбекистан
- Санта-Барбара, США
- Сиань, Китай
- Шартр, Франция

### На русском языке
- Город выше гор (статья в журнале «Вокруг света», сентябрь 1981)
- А. Скромницкий. Генеалогия Инков (по Педро Сармьенто де Гамбоа)

### На английском языке
- Куско (Антонио Гитеррес, «Геометрия земли Инков шаг за шагом»)
- Муниципальный Совет провинции Куско
- Коллекция фотографий Куско и Перу от davidmetraux.com
- Тропинки инков в Мачу Пикчу